# Fred Anselm
Fred Anselm (* 25. März 1922 in Oberdielbach im Neckar-Odenwald-Kreis; † 22. März 2005 in Heidelberg) war ein deutscher Maler und Grafiker.

## Leben
Nach 1945 arbeitete Anselm in Paris (Frankreich) bei Dietz Edzard, bevor er bei Emil Nolde studierte. Er war Gastschüler bei Albert Johannsen und Karl Peter Röhl und studierte Bildhauerei bei Heinrich Kirchner in München.
Ein Hauptwerk ist die Gemäldeserie Prinzipien (Acryl, 1968–72) bestehend aus konstruktivistisch-formalen Bildern nach dem Yin-Yang-Prinzip. Eine Ausstellung dieser Werke fand 1971 in der Galerie Lore Dauer in Ludwigshafen statt. Später malte er phantastische Kompositionen mit Köpfen. Neben der Malerei publizierte Anselm philosophische Abhandlungen über Malerei sowie Kurzprosa.
In erster Ehe war er mit Hildegard Ryske verheiratet, mit der er drei Söhne hatte. In zweiter Ehe war er von 1960 bis 1974 mit Colette Kieffer verheiratet und ab 1977 bis zu seinem Tod mit Dorothea Decker.